# Thelypteris comosa
Thelypteris comosa là một loài thực vật có mạch trong họ Thelypteridaceae. Loài này được (C.V. Morton) C.V. Morton miêu tả khoa học đầu tiên năm 1961.